# くらしのジャーナル
『くらしのジャーナル』は、1991年4月1日から1995年3月31日までNHK総合で放送された生活情報番組である。

## 出演者
- 町永俊雄[4]（1991年4月1日 - 1994年4月1日）
- 上田早苗（1991年4月1日 - 1994年4月日）
- 畠山智之（1994年4月4日 - 1995年3月31日）
- 中川緑（1994年4月4日 - 1995年3月31日）